# 万安乡 (巴中市)
万安乡，是中华人民共和国四川省巴中市恩阳区曾经下辖的一个乡。2019年12月，撤销万安乡，将原万安乡付家寨村所属行政区域划归明阳镇管辖，将原万安乡万林村、严家沟村、凤泉村、石洞口村所属行政区域划归双胜镇管辖，将原万安乡北斗社区、盐井村、唐家梁村、柏林湾村所属行政区域划归柳林镇管辖。

## 行政区划
万安乡撤销前下辖以下地区：
北斗社区、万安村、万林村、严家沟村、凤泉村、魏家山村、付家寨村、盐井村、唐家梁村、石洞口村和柏林湾村。